# Władysław Grochola
Władysław Grochola (ur. 24 lutego 1895 w Łękach, zm. 30 kwietnia 1957 w Krotoszynie) – major Wojska Polskiego.

## Życiorys
Ukończył gimnazjum w Brzesku. Uczestniczył w walkach podczas I wojny światowej oraz wojny polsko-bolszewickiej. Od 1 czerwca 1919 był żołnierzem w 52 pułku piechoty, a następnie przeniesiony został do 75 pułku piechoty, który stacjonował w Królewskiej Hucie. Po 1928 roku został przeniesiony do Szkoły Podchorążych dla Podoficerów Zawodowych w Bydgoszczy. W 1937 roku awansowany na stopień majora. W latach 1937–1939 służył na stanowisku dowódcy III batalionu 56 pułku piechoty w Krotoszynie. Podczas kampanii wrześniowej uczestniczył w walkach nad Bzurą oraz w obronie Warszawy. Więziony w niemieckich obozach jenieckich w Neubrandenburgu i Dössel. W 1946 roku powrócił do kraju.
Wnuczką Władysława Grocholi jest pisarka Katarzyna Grochola.
Pochowany został na cmentarzu parafialnym w Krotoszynie.

## Ordery i odznaczenia
- Krzyż Srebrny Orderu Virtuti Militari nr 14033
- Krzyż Walecznych
- Złoty Krzyż Zasługi – 10 listopada 1938 „za zasługi w służbie wojskowej”[1]